# Закшев (Великопольське воєводство)
Закшев (пол. Zakrzew, нім. Buschdorf) — село в Польщі, у гміні Яроцин Яроцинського повіту Великопольського воєводства.
Населення — 911 осіб (2011).
У 1975-1998 роках село належало до Каліського воєводства.

## Демографія
Демографічна структура станом на 31 березня 2011 року:
|          | Загалом | Допрацездатний вік | Працездатний вік | Постпрацездатний вік |
| -------- | ------- | ------------------ | ---------------- | -------------------- |
| Чоловіки | 402     | 100                | 263              | 39                   |
| Жінки    | 509     | 84                 | 308              | 117                  |
| Разом    | 911     | 184                | 571              | 156                  |